# コシジロイソヒヨドリ

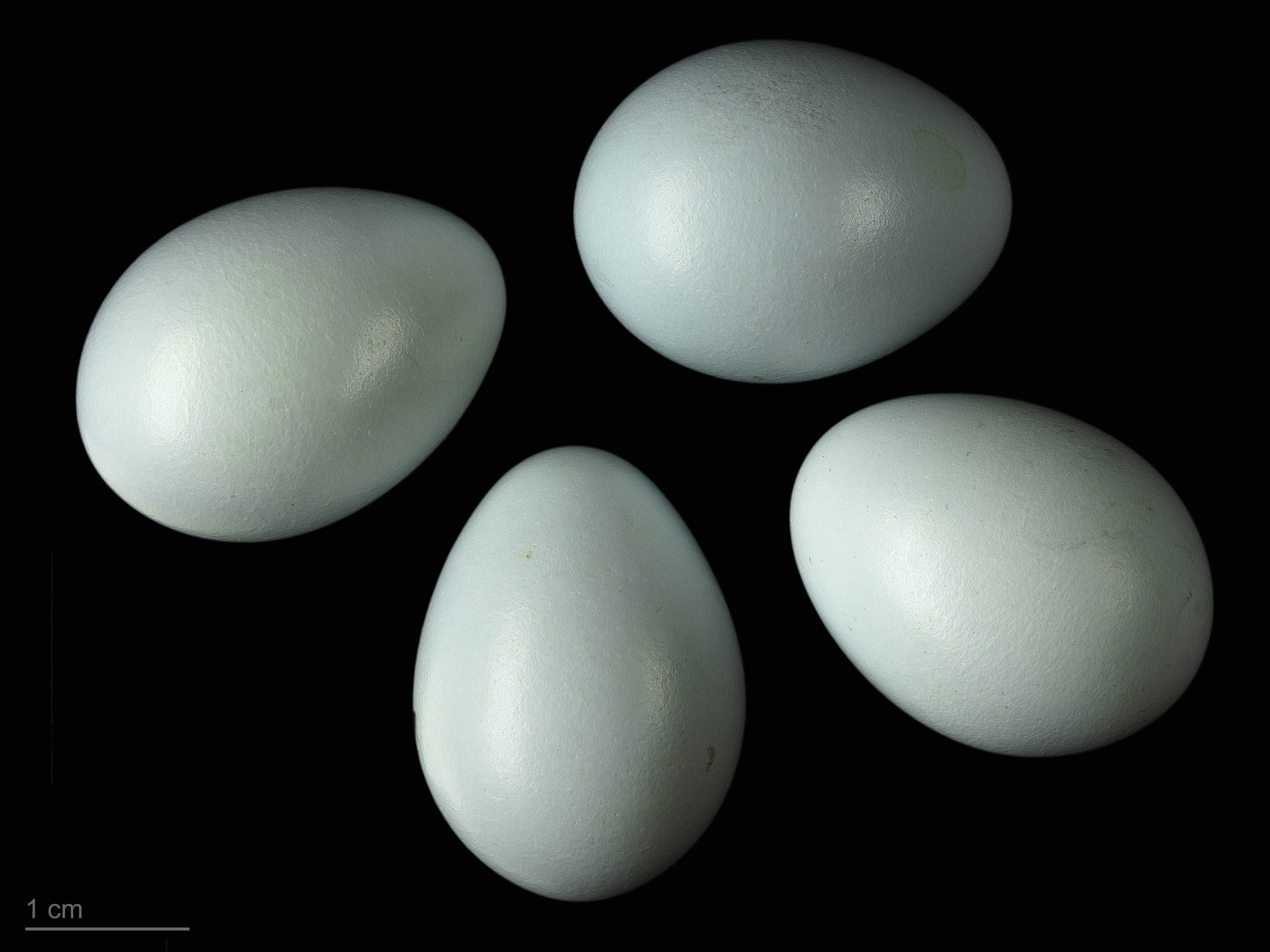
Monticola saxatilis

コシジロイソヒヨドリ（腰白磯鵯、学名：Monticola saxatilis）とは、スズメ目ヒタキ科に分類される鳥類の一種である。

## 形態
体長は15-16cmである。

## 分布
主にアフリカ北西部、ヨーロッパからモンゴル、中国などで繁殖し、サハラ砂漠以南のアフリカで越冬する
。

### 日本での記録
日本では、1997年9月20日に沖縄県西表島でオスが1羽観察された。しかし、飼育個体の可能性があり、写真も撮影されていない。
他にも静岡県春野町で1982年、1998年、2000年にオス1羽が観察された記録が3例ある。しかし、そのうち1998年と2000年の記録は人為的なミスによるものと推測され、これらは全て同じ記録と考えられている。
2015年には、5月19日に長崎県対馬市で観察された記録がある。この個体は自然分布の可能性が高く、国内で2例目の記録となっている。

## 生態
主に、亜寒帯から温帯の低木地、温帯から亜熱帯の草原、サバンナ、岩の多い地域などに生息している。
主に木の上から地面にいる昆虫を探し、地面に降りて摂食する。他に果実も食べることがある。
ヨーロッパでの繁殖期は、5-6月である。
コケや細い根などを並べて、突き出た岩の下や、岩の割れ目の壁などに平らな巣を作る。山の山腹や木に作ることもある。巣には、通常4-6個の卵を産む。